# 汉文学史纲要
《汉文学史纲要》是鲁迅1926年在厦门大学讲汉文学史时的讲义，1938年收入《鲁迅全集》。
关于《汉文学史纲要》的书名需要做些解释，1926年下半年鲁迅在厦门大学开设了中国文学史的课程，为此编写了一份讲义，定名为《中国文学史略》，似有与《中国小说史略》匹配的意思，此讲义有完整的手稿和油印本，共计十篇。1927年鲁迅在中山大学再次开设此课，讲义更名为《古代汉文学史纲要》。1938年编纂《鲁迅全集》时，编者讲此讲义更名为《汉文学史纲要》，1981年版《鲁迅全集》沿袭了这一名称。